# Kossuth Lajos tér (metropolitana di Budapest)
Kossuth Lajos tér è una stazione della metropolitana di Budapest che si trova al di sotto dell'omonima piazza intitolata all'eroe nazionale Luigi Kossuth.
Sul percorso della linea M2, Kossuth Lajos tér è compresa fra la fermata Batthyány tér e lo snodo Deák Ferenc tér.
La sua inaugurazione risale al 22 dicembre 1972, ma nel 2004 è stata oggetto di un rinnovamento.
Banchina e binari si trovano ad una profondità di quasi 35 metri.

## Interscambi
Nelle vicinanze della stazione effettuano fermata numerose linee urbane automobilistiche, filoviarie e tranviarie, gestite da BKV.
Dal molo localizzato presso la stazione, inoltre, è possibile fruire dei servizi fluviali di Budapest, gestiti da BKV.
- Fermata tram
- Fermata filobus
- Fermata autobus
- Molo fluviale